# Nodus (Sonnenuhr)

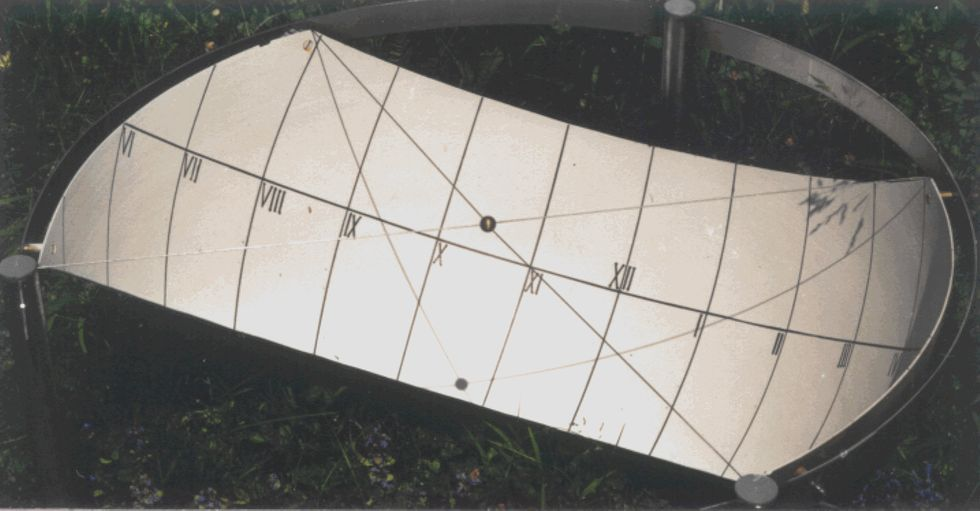
Sonnenuhr (Skaphe) mit kleiner Kugel als Nodus

Nodus (latein. für Knoten; auch in Botanik und Medizin verwendet) bezeichnet an einer Sonnenuhr die möglichst kleine, fast punktförmige Einrichtung, mit deren Hilfe die Sonne auf dem Zifferblatt in Zentralprojektion abgebildet wird. Der Gebrauch dieses Begriffs leitet sich von Polstab-Sonnenuhren ab, auf deren Polstab eine knotenartige Verdickung angebracht wurde, um die Zentralprojektion der Sonne zusätzlich zur linienförmigen Stabprojektion zu ermöglichen.
In anderen Sprachen wird der Begriff Nodus bei Sonnenuhren konsequenter gebraucht als im Deutschen. In einem Glossar der US-amerikanischen Planetarischen Gesellschaft ist er definiert. Er fasst die älteren, gegenständlich orientierten Begriffe wie schattenwerfender Punkt und Gnomon-Spitze zusammen. Gemäß Prinzip – Projektion des Sonnenstandes durch einen Punkt auf das Sonnenuhrenzifferblatt – ist auch der in der Öhrsonnenuhr verwendete Loch-Gnomon (Lochblende) ein Nodus.
Mit dem vom Nodus erzeugten Schatten- oder Licht-Punkt können Zusatzinformationen angezeigt werden, die in der Schatten- oder Licht-Linie des Polstabs nicht enthalten sind. Die Abbildung der Sonne erfolgt zwei-dimensional.